# 大田利生
大田 利生（おおた としお／りしょう、1942年 - ）は、浄土真宗の僧侶・仏教学者。龍谷大学名誉教授。
広島県生まれ。1966年龍谷大学文学部仏教学科真宗学卒、71年同大学院博士課程満期退学。龍谷大学助教授、教授。2005年「無量寿経の研究 思想とその展開」で龍谷大学より文学博士の学位を取得。2011年定年退任、名誉教授。本願寺派勧学。
2024年4月1日に本願寺派勧学寮員を解かれ、本願寺派総合研究所の所長となる。

## 著書
- 『無量寿経の研究 思想とその展開』永田文昌堂 1990
- 『心をみつめて』永田文昌堂 1997
- 『香りを聞く』永田文昌堂 2003
- 『譬喩に学ぶ 仏典の言葉より』自照社出版 2010
- 『親鸞聖人の三部経観』真宗興正派安居寮編 真宗興正派宗務所教務部 2011
- 『観経正宗分散善義講讃』永田文昌堂 2012

### 共著編
- 『私との出会い 月々のことば　法語カレンダー』共著 本願寺出版社 1998
- 『仏とともに 月々のことば　法語カレンダー』共著 本願寺出版社 1999
- 『信心-めざめ 月々のことば　法語カレンダー』共著 本願寺出版社 2000
- 『無量寿経 漢訳五本梵本蔵訳対照』編 永田文昌堂 2005
- 『月々のことば 世のなか安穏なれ仏法ひろまれ 2008・平成20年真宗教団連合・法語カレンダー』瓜生津隆真,林智康,内藤昭文,普賢保之共著 本願寺出版社 2007
- 『選擇本願念佛集 延書』責任編集 永田文昌堂 龍谷大学善本叢書 2009

## 論文
- Cinii